# ريبيكا إيمانويل
ريبيكا إيمانويل Rebecca Immanuel (ولدت في نوفمبر 1970 في أوبرهاوزن) هي ممثلة ألمانية.
درست التمثيل في برلين. قدمت بعض البرامج في التلفاز الألماني والبي بي سي. وحصلت على دورها التمثيلي الأول في مسلسل بعنوان «الخنزير – سيرة مهنية ألمانية» في سنة 1994. ومثلت في نفس العام في مسلسل «ضد الريح».
وحصت على دور البطولة الأول لها في عام 1995 في فيلم «إلدورادو». ومثلت في الكثير من الأفلام منها: فيلسبرج 1999 – النساء يكذبن أفضل 2000 – المهرج 2000 – بالكو 2001 – ذات القبعة الحمراء 2005 – سفينة الأحلام 2008 – صيف في كيب تاون.

## روابط خارجية
- ريبيكا إيمانويل على موقع IMDb (الإنجليزية)
- ريبيكا إيمانويل على موقع قاعدة بيانات الفيلم (الإنجليزية)